# Renier Vázquez Igarza
Renier Vázquez Igarza (ur. 8 stycznia 1979) – kubański szachista i trener szachowy (FIDE Trainer od 2012), reprezentant Hiszpanii od 2004, arcymistrz od 2007 roku.

## Kariera szachowa
Do czasu zmiany obywatelstwa kilkukrotnie uczestniczył w finałach indywidualnych mistrzostw Kuby, najlepszy wynik osiągając w 2000 r. w Santa Clarze, gdzie zajął IV miejsce (za Jesusem Nogueirasem, Leinierem Dominguezem i Juanem Borgesem Mateosem). W 2001 r. zwyciężył w rozegranym w Hawanie turnieju Premier I memoriału Jose Raula Capablanki. Wielokrotnie zwyciężał w mistrzostwach Madrytu (m.in. w latach 2003, 2004, 2006, 2007 i 2008). Pierwszą normę na tytuł arcymistrza wypełnił w stolicy Hiszpanii w 2004 r., dzieląc II m. (za Slavko Cicakiem, wspólnie z Zhang Pengxiangiem, Olegiem Korniejewem, Władimirem Jepiszynem, Jose Luisem Vilelą, Henrikiem Teske i Slobodanem Kovaceviciem) w otwartym turnieju Parla Open. W 2005 r. zwyciężył w Lorce oraz podzielił II m. (za Gieorgijem Timoszenko, wspólnie z Dasem Neelotpalem, Javierem Moreno Ruizem i Mihailem Subą) w Collado Villalbie. W 2007 r. samodzielnie zwyciężył w dwóch turniejach rozegranych w Madrycie, w obu wypełniając ostatnie brakujące do otrzymania tytułu normy arcymistrzowskie. W 2008 r. podzielił I m. w Parli (wspólnie z Isamem Ortizem Suarezem). W 2014 r. zwyciężył w San Sebastián.
Reprezentant Hiszpanii w turniejach drużynowych, m.in.:  na olimpiadzie szachowej (w roku 2014) oraz  na drużynowych mistrzostwach Europy (w roku 2013).
Najwyższy ranking w dotychczasowej karierze osiągnął 1 lipca 2014 r., z wynikiem 2603 punktów zajmował wówczas 5. miejsce wśród hiszpańskich szachistów.